# Hygrohypnum eugyrium
Hygrohypnum eugyrium là một loài Rêu trong họ Amblystegiaceae. Loài này được (Schimp.) Loeske mô tả khoa học đầu tiên năm 1908.